# Girolamo Muzio
Girolamo Muzio (* 1496 in Padua; † 1576 in La Paneretta bei Siena) war ein italienischer Literat. 

## Leben
Muzio verbrachte den Großteil seines Lebens als Höfling an den verschiedenen italienischen Höfen und starb in La Paneretta in der Nähe von Siena. Er schrieb einige Gedichtsbände und Abhandlungen über verschiedene Themen, unter anderem „Battaglie per la difesa dell´italica lingua“, worin er die italienische Sprache verteidigte. Ebenso wichtig sind seine Abhandlungen gegen die Reformation. In einer seiner letzten Arbeiten, die ein Jahr vor seinem Tod erschien, schlug er die Vereinigung Italiens vor. Girolamo Muzio widmete der berühmten Dichterin und Kurtisane, Tullia d’Aragona, viele seiner Gedichte.
Er ist bekannt als Verfasser einer Poetik (1551).